# Robert Morris Yardley

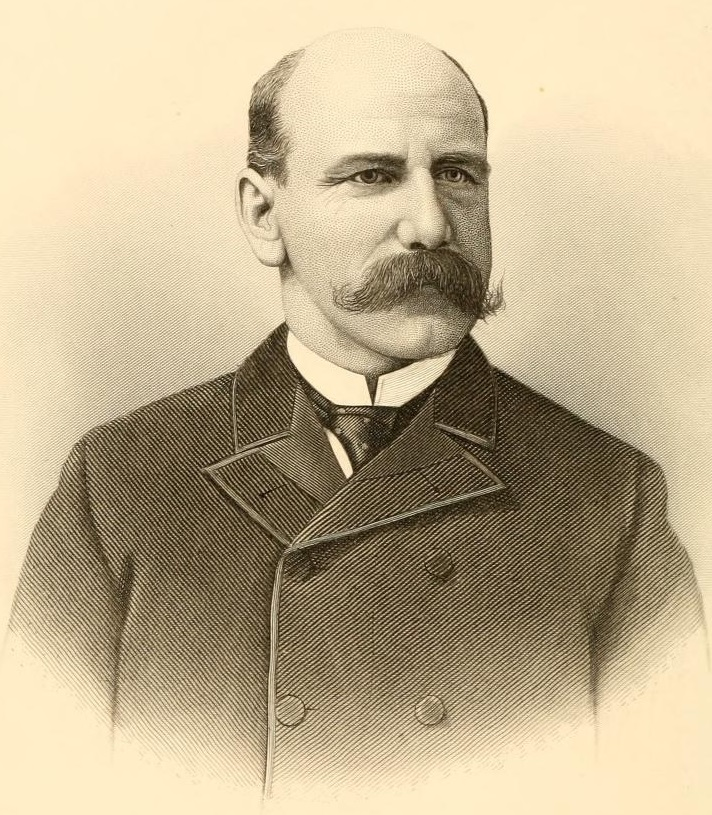
Robert Morris Yardley, 1905

Robert Morris Yardley (* 9. Oktober 1850 in Yardley, Bucks County, Pennsylvania; † 8. Dezember 1902 in Doylestown, Pennsylvania) war ein US-amerikanischer Politiker. Zwischen 1887 und 1891 vertrat er den Bundesstaat Pennsylvania im US-Repräsentantenhaus.

## Werdegang
Robert Yardley besuchte sowohl öffentliche als auch private Schulen. Nach einem anschließenden Jurastudium und seiner 1872 erfolgten Zulassung als Rechtsanwalt begann er in Doylestown in diesem Beruf zu arbeiten. Zwischen 1880 und 1884 war er Bezirksstaatsanwalt im Bucks County. Gleichzeitig schlug er als Mitglied der Republikanischen Partei eine politische Laufbahn ein. Im Juni 1884 nahm er als Delegierter an der Republican National Convention in Chicago teil.
Bei den Kongresswahlen des Jahres 1886 wurde Yardley im siebten Wahlbezirk von Pennsylvania in das US-Repräsentantenhaus in Washington, D.C. gewählt, wo er am 4. März 1887 die Nachfolge von Isaac Newton Evans antrat. Nach einer Wiederwahl konnte er bis zum 3. März 1891 zwei Legislaturperioden im Kongress absolvieren. Ab 1889 war er Vorsitzender des Ausschusses zur Kontrolle der Ausgaben des Kriegsministeriums. Im Jahr 1890 verzichtete er auf eine weitere Kandidatur.
Nach seiner Zeit im US-Repräsentantenhaus praktizierte Robert Yardley wieder als Anwalt. Er wurde auch Mitglied im Schulausschuss der Stadt Doylestown. Außerdem war er Direktor bei verschiedenen Finanzinstituten und Körperschaften des öffentlichen Dienstes. Er starb am 8. Dezember 1902 in Doylestown, wo er auch beigesetzt wurde.